# ベオルトリッチ (ウェセックス王)

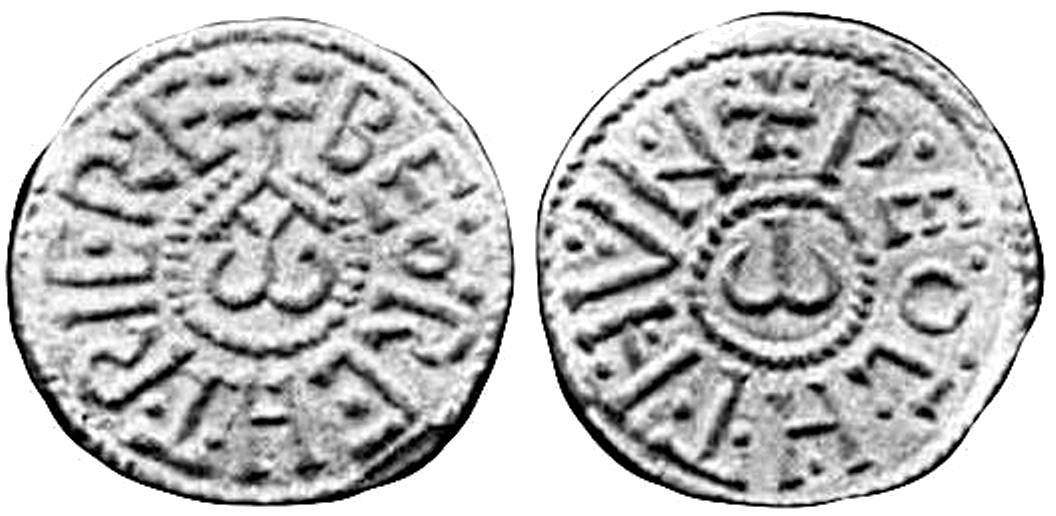
ベオルトリッチ治世の硬貨（795年頃）

ベオルトリッチ（Beortric、? - 802年、古英語：BEORHTRIC VVESTSEAXNA CYNING、ラテン語：BEORHTRIC REX SAXONVM OCCIDENTALIVM）は七王国時代のウェセックスの王（在位：786年 - 802年）。日本語ではベオルフトリクとも。

## 生涯
アングロサクソン年代記の786年の記述に、先王キュネウルフが暗殺されると、ウェセックスの王になったとされる。
また、この頃マーシア王オッファがウェセックスの大半を支配下にしていたとされ、また年代記の787年にオッファの娘エアドブルフを妻としたとある。また836年には次に王になったエグバードが王になる前にオッファとベオルトリッチによってフランスへ追放されていた旨が記述されている。このことからベオルトリッチはオッファを宗主としていた可能性が窺える。また、年代記にはオッファの娘を妻とした787年よりデーン人の来襲が始まったとも記述されている。
800年に没し、フランスに亡命していたエグバートが王位を継承した。このエグバードがイングランドを初めて統一を果たすことになる。